# Urze-molar
Erica arborea é uma planta da família das ericáceas, comummente chamada urze-molar, betouro, urze-branca ou quiroga.

## Descrição
Apresenta-se normalmente como um arbusto ou pequena árvore, entre 1 e 4 metros de altura, com hábito perene. No entanto, em regiões montanhosas onde a água é abundante (como na ilha da Madeira), pode formar verdadeiras árvores e florestas com alturas de até 7 metros. O tronco pode atingir, por vezes, mais de 40 centímetros de diâmetro.
Essa planta tem folhas lineares de até 4 milímetros de comprimento, verticiladas. As flores apresentam uma corola largamente campanulada, branca, com 2 a 2,5 milímetros, dispostas em panículas. Apresenta rebentos branco-pubescentes e prefere essencialmente solos ácidos.
Encontra-se normalmente em matagais xerófilos perenes, por toda a bacia mediterrânica e para oeste, até Portugal e ilhas da Madeira e Canárias. Surge ainda em algumas áreas isoladas de África, nomeadamente os montes Ruwenzori, na Etiópia e na linha vulcânica dos Camarões
A sua floração ocorre entre Fevereiro e Maio. Ao longo do tempo, foi usada para a produção de "carvão vegetal" e também a sua raiz foi usada para a fabricação de cachimbos e em vedações dos campos. Na ilha da Madeira, a sua presença é de elevada importância na sustentação dos recursos hídricos da ilha, devido ao seu papel na captura da água dos nevoeiros, fenómeno também conhecido como precipitação oculta.

## Uso
Os cecídios das raízes da urze-molar costumam ser usados como matéria-prima na fabricação dos cachimbos. Por duas razões: sua grande resistência ao fogo e sua capacidade natural de absorção de umidade. Na natureza, os cecídios da raiz absorvem a umidade e a fornecem à planta, o que é sumamente necessário no ambiente normalmente seco onde a planta vive. Durante o uso do cachimbo, é produzida naturalmente umidade como subproduto da combustão, e essa umidade é providencialmente absorvida pelo cecídio constituinte do cachimbo. A parte externa do cecídio é chamada de ebauchon, e a parte interna é chamada de plateaux. Ambas são usadas para confecção de cachimbos, porém considera-se que o plateaux tem uma textura superior ao ebauchon.